# Walter M601T

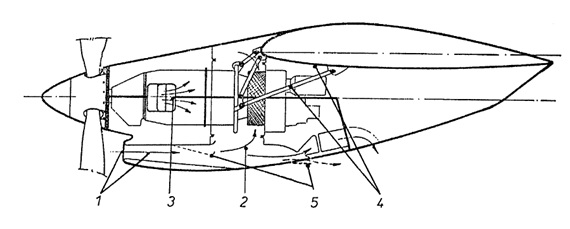
Schemat zainstalowanego silnika serii Walter M-601 w gondoli silnikowej; 1 – zaznaczony przepływ powietrza przez układ dolotowy, 2 – przepływ powietrza do wlotów powietrza w silniku, 3 – gazy wylotowe, 4 – opcjonalne belki przyjmujące obciążenie przymocowane do skrzydła, 5 – system odladzania i ochładzania oleju uruchamiającego klapy

Silnik Walter M-601T jest jedną z wersji serii silników Walter M-601 i został wyprodukowany dla potrzeb firmy PZL do napędzania samolotów treningowych PZL-130 Orlik przez czeską firmę GE Aviation Czech s.r.o. Walter M-601T jest akrobacyjną wersją silnika serii M-601, przez co wprowadzone zostały pewne zmiany konstrukcyjne, takie jak wzmocniony wał napędowy, obudowania sprężarek, zmodyfikowany system smarowania i inne. W silniku M-601T nie zastosowano systemu wtrysku wody do sprężarki.

## Rodzina silników Walter M601
Silniki turbośmigłowe serii Walter M-601 charakteryzują się tandemowym układem dwóch wałów. Jednostka składa się z dwóch połączonych ze sobą zespołów: zespołu kompresora oraz modułu napędowego. Zespół kompresora zawiera w sobie: kanał wlotowy, zespół sprężarek (dwie osiowe oraz jedna odśrodkowa), pierścieniową komorę spalania z wtryskiem paliwa, jednostopniową turbinę wysokiego ciśnienia, jednostkę sterującą dopływem paliwa, rozrusznik, prądnicę oraz czujniki monitorujące parametry pracy turbiny. W skład modułu napędowego wchodzą kolejno: jednostopniowa turbina generująca ciąg, przekładnia redukcyjna oraz układ wydechowy łącznie z kolankami wydechowymi oraz pierścieniową obudową. Przekładnia redukcyjna wyposażona jest w jednostkę monitorującą prędkość obrotową śmigła. Poszczególne części zespołu śmigła są zasilane olejem pod ciśnieniem właśnie z przekładni redukcyjnej. Silnik montowany jest do gondoli silnikowej poprzez trzy trzpienie montażowe.

## Parametry techniczne[1]
| Oznaczenie silnika                                             | WALTER M601T             |
| Typ silnika                                                    | Turbinowy, turbośmigłowy |
| Typ używanego śmigła                                           | VJ 8.510                 |
| Długość                                                        | 1675 mm                  |
| Szerokość (niezależnie od kolanek wydechowych)                 | 590 mm                   |
| Masa                                                           | 203 kg                   |
| Maksymalna prędkość obrotowa turbiny kompresora przy 100% mocy | 36660 obr./min.          |
| Maksymalna prędkość obrotowa turbiny napędowej przy 100% mocy  | 31023 obr./min.          |
| Moment obrotowy przy 100% mocy                                 | 2570 Nm                  |
| Maksymalna temperatura wewnątrz zespołu turbin                 | 735 °C                   |
| Przełożenie skrzyni przekładniowej                             | i = 0,06705              |
| Wydajność całego zespołu                                       | 97,5%                    |
| Stosunek przepływu oleju                                       | 9,7 – 10,5 l/min         |

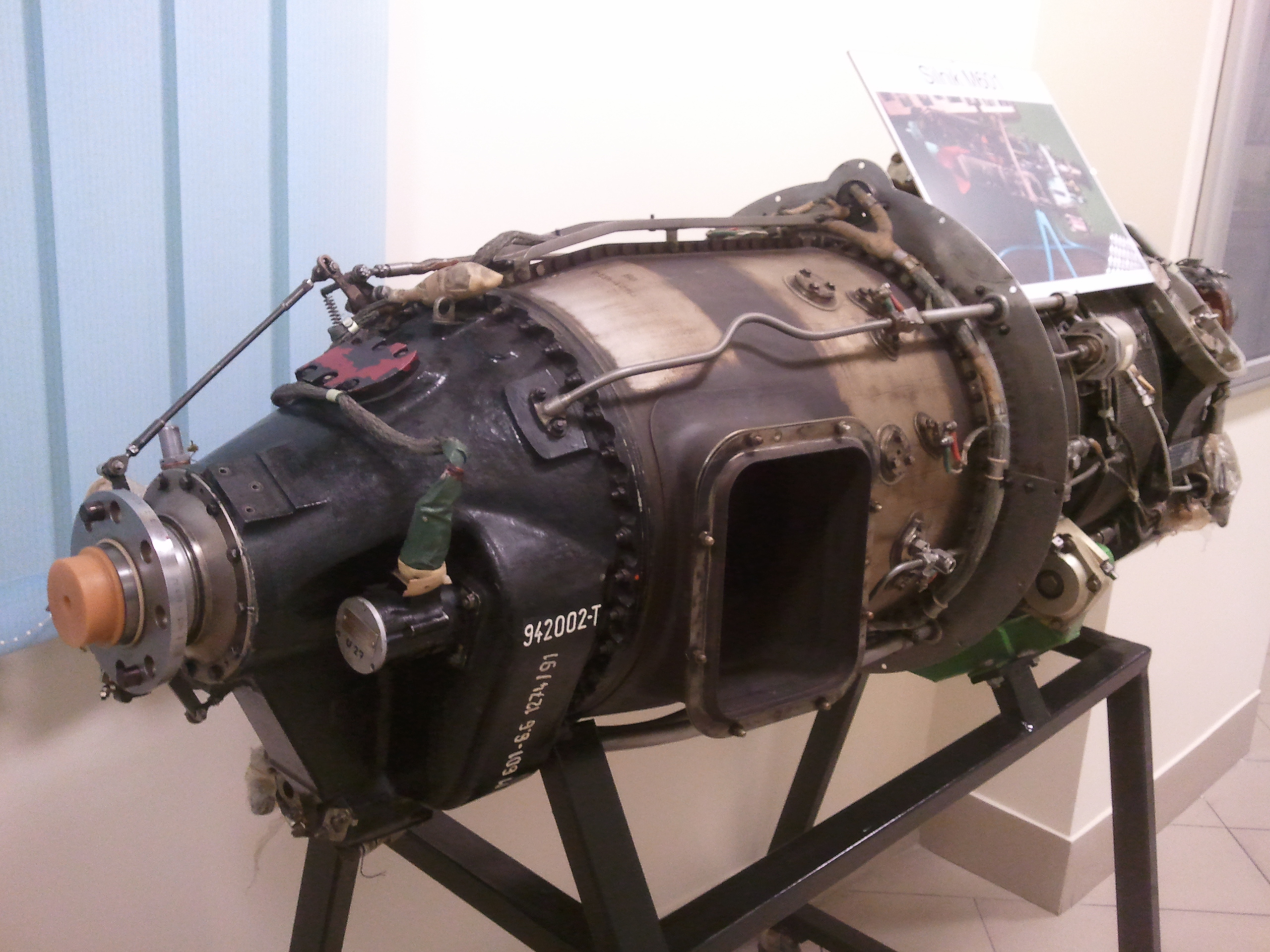
Silnik Walter M601T znajdujący się na terenie Wydziału Inżynierii Materiałowej Politechniki Śląskiej w Katowicach.

Liczba łopatek w zespole kompresora:
| Ilość kierujących łopatek wlotu sprężarki    | 11                                  |
| Ilość łopatek kompresora pierwszego stopnia  | 28 statycznych oraz 19 aktywnych    |
| Ilość łopatek kompresora drugiego stopnia    | 28 statycznych oraz 23 aktywne      |
| Ilość łopatek turbiny odśrodkowej kompresora | 15 głównych oraz 15 rozdzielających |
| Ilość łopatek dyfuzora                       | 25                                  |
| Ilość statycznych łopatek prostujących       | 75                                  |

Liczba łopatek turbiny sprężarki oraz turbiny napędowej:
| Ilość łopatek głównej turbiny sprężarki | 23 statyczne oraz 55 aktywnych       |
| Ilość łopatek turbiny napędowej         | 28 par statycznych oraz 19 aktywnych |

Dane techniczne komory spalania:
| Typ komory spalania | Pierścieniowa                           |
| Wtrysk paliwa       | Odśrodkowy, pierścieniowy wtrysk paliwa |

## Dokumenty EASA[2]

### Dyrektywa zdatności
Dla silnika Walter M601T obowiązuje dyrektywa zdatności nr 2015-0015 wydana przez EASA dnia 30 stycznia 2015r.

### Certyfikat typu
Silnik uzyskał certyfikat typu o numerze E.070 wydany przez EASA z dnia 16 grudnia 2012r. i dotyczy on całej rodziny silników M601.

## Pozostałe modele silników rodziny Walter M601
M601A, M601B, M601D, M601D-1, M601D-2, M601D-11, M601D-11NZ, M601E, M601E-11, M601E-11A, M601E-21, M601F, M601FS, M601F-11, M601F-22, M601F-32, M601FS, M601H-80, M601Z